# Guillaume Rumiel
Guillaume Rumiel Braun (alias Lucien Rumiel) est un acteur franco-américain de théâtre et de cinéma. Son demi-frère américain Nicolas Braun est aussi acteur.
Il est le directeur artistique de l'association Les Élégances depuis 2007.

## Formation
- 2005-2008 : études supérieures d'art dramatique à Paris, professeur Jean-Laurent Cochet
- 2004-2005 : études supérieures d'art dramatique à New York, Joanna Beckson Studio (méthode Meisner)
- 2004 : études supérieures d'art dramatique à Paris, Cours Florent

## Filmographie

### Cinéma

#### Acteur
- 2007 : Unspoken de Nathalie N'Guyen
- 2007 : Le Visage de la nuit, court-métrage d'André Peyrot
- 2009 : Notre histoire, court-métrage de Véronique Rouveyrollis
- 2009 : Toujours la même histoire, court-métrage de Patrick Vayssières et Lise Bismuth
- 2010 : Le Carrosse noir (ou Les Loubi's Angels) de Benoit Tételin
- 2010 : La Croisière de Pascale Pouzadoux
- 2012 : The Happiest Year, court-métrage de Kiley Vorndran
- 2012 : Trace ton court, court métrage d'Arthur Deschamps
- 2012 : Je fais le mort de Jean-Paul Salomé
- 2014 : Welcome to New York de Abel Ferrara
- 2014 : Les Vacances du Petit Nicolas de Laurent Tirard
- 2014 : Pasolini de Abel Ferrara
- 2015 : Goodbye July de Jussi Kärnä
- 2016 : L'Homme infâme de Eric Monjoin

#### Réalisateur
- 2009 : Les Essuie-glaces

### Télévision
- 2007 : L'Aventure antibiotique de Pierre Bressiant
- 2008 : De feu et de glace de Joyce Buñuel
- 2011 : Joséphine, ange gardien (épisode Yasmina) de Sylvie Aimé
- 2014 : Les Hommes de l'ombre (saison 2) de Jean-Marc Brondolo: Rodolphe

## Théâtre

### Comédien
- 2007 : Les Caprices de Marianne d'Alfred de Musset, mise en scène Ewan Lobé Jr., Théâtre de la Reine Blanche et Théâtre Passage vers les étoiles
- 2008 : Faisons un rêve de Sacha Guitry, mise en scène Guillaume Bienvenu, Théâtre de la Loge
- 2008 : Le Voyage de monsieur Perrichon d'Eugène Labiche et Édouard Martin, mise en scène d'Henri Lazarini, Théâtre de la Mare au Diable
- 2009 : Les Demoiselles de Monte-Carlo, mise en scène et adaptation d'Henri Lazarini, Théâtre de la Mare au Diable
- 2010 : Les Loubi's Angels de Guillaume (Lucien) Rumiel, maître de cérémonie, Cannes
- 2010 : Paname burlesque revue de Lady Flo, maître de cérémonie, Balajo
- 2011 : Éden d'Agathe Surcouf, mise en scène d'Agathe Surcouf, Laurette Théâtre Paris et Festival d'Avignon
- 2016 : American Sundays : The Big Funk Company
- 2018 : Le Pain de ménage de Jules Renard, mise en scène Guillaume Rumiel
- 2017 : Loba de Rebecca Robertson au Théâtre de Dix Heures

### Metteur en scène
- 2010 : Les Loubi's Angels de Lucien Rumiel, maître de cérémonie, Cannes
- 2018 : Le Pain de ménage de Jules Renard